# Catedral de Nuestra Señora de la Purísima Concepción (Cienfuegos)
La Catedral de Nuestra Señora de la Purísima Concepción o simplemente Catedral de Cienfuegos es el nombre que recibe un edificio religioso que se encuentra ubicado frente al Parque Martí en la ciudad de Cienfuegos en la provincia del mismo nombre en la isla caribeña y nación insular de Cuba.
El edificio original fue inaugurado en 1833 en la época de la colonización española, se realizaron ampliaciones y mejoras en 1850, entre 1852 y 1861, entre 1866 y 1869 y entre 1869 y 1875. Siendo declarada catedral en 1903.
El templo sigue el rito romano o latino y es la iglesia madre de la diócesis de Cienfuegos (Dioecesis Centumfocencis) que fue creada por el Papa León XIII mediante el breve apostólico "Actum praeclare" el 20 de febrero de 1903.
Forma parte del Centro histórico de Cienfuegos que fue declarado patrimonio de la humanidad por la Unesco en 2005.

## Galería

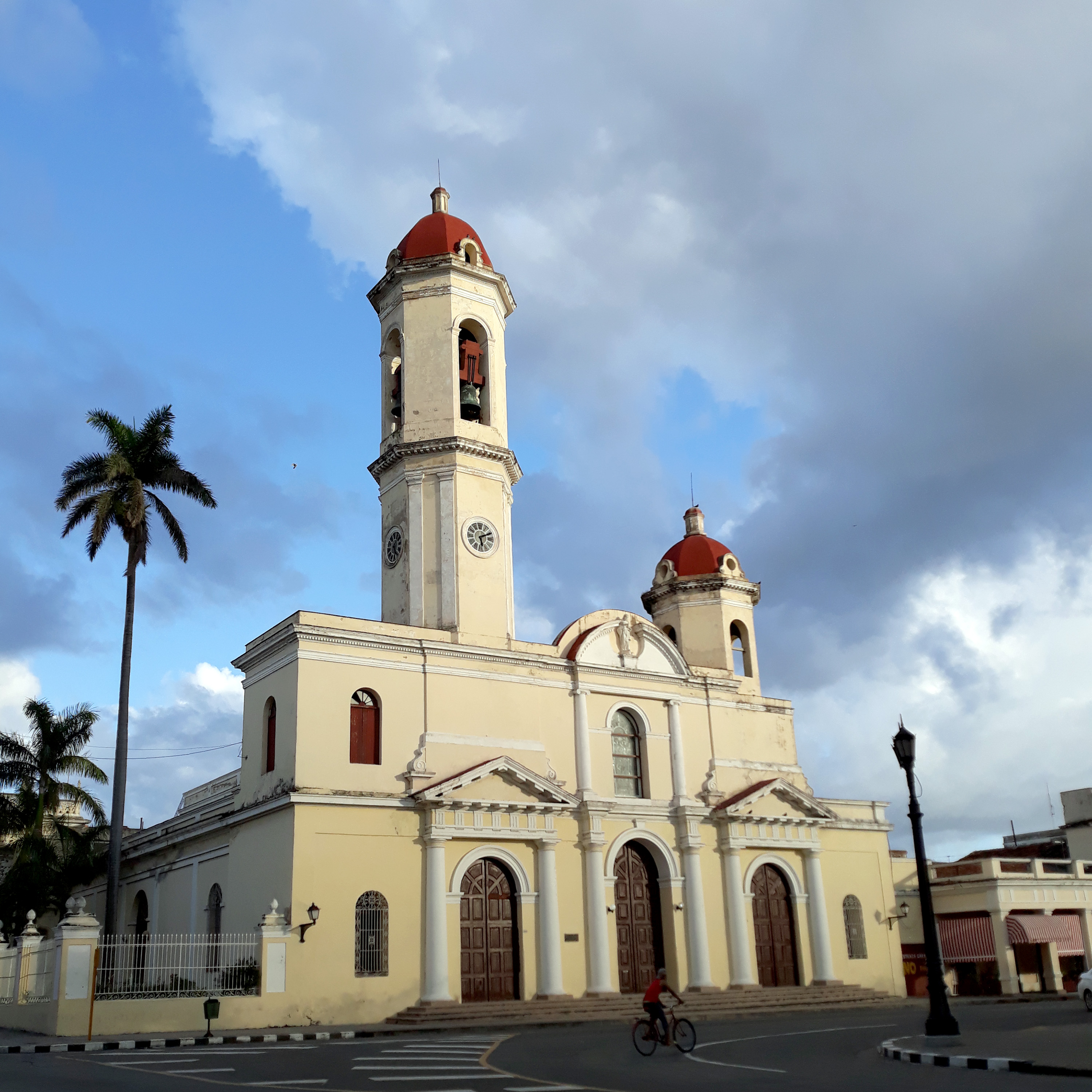
Cienfuegos Catedral
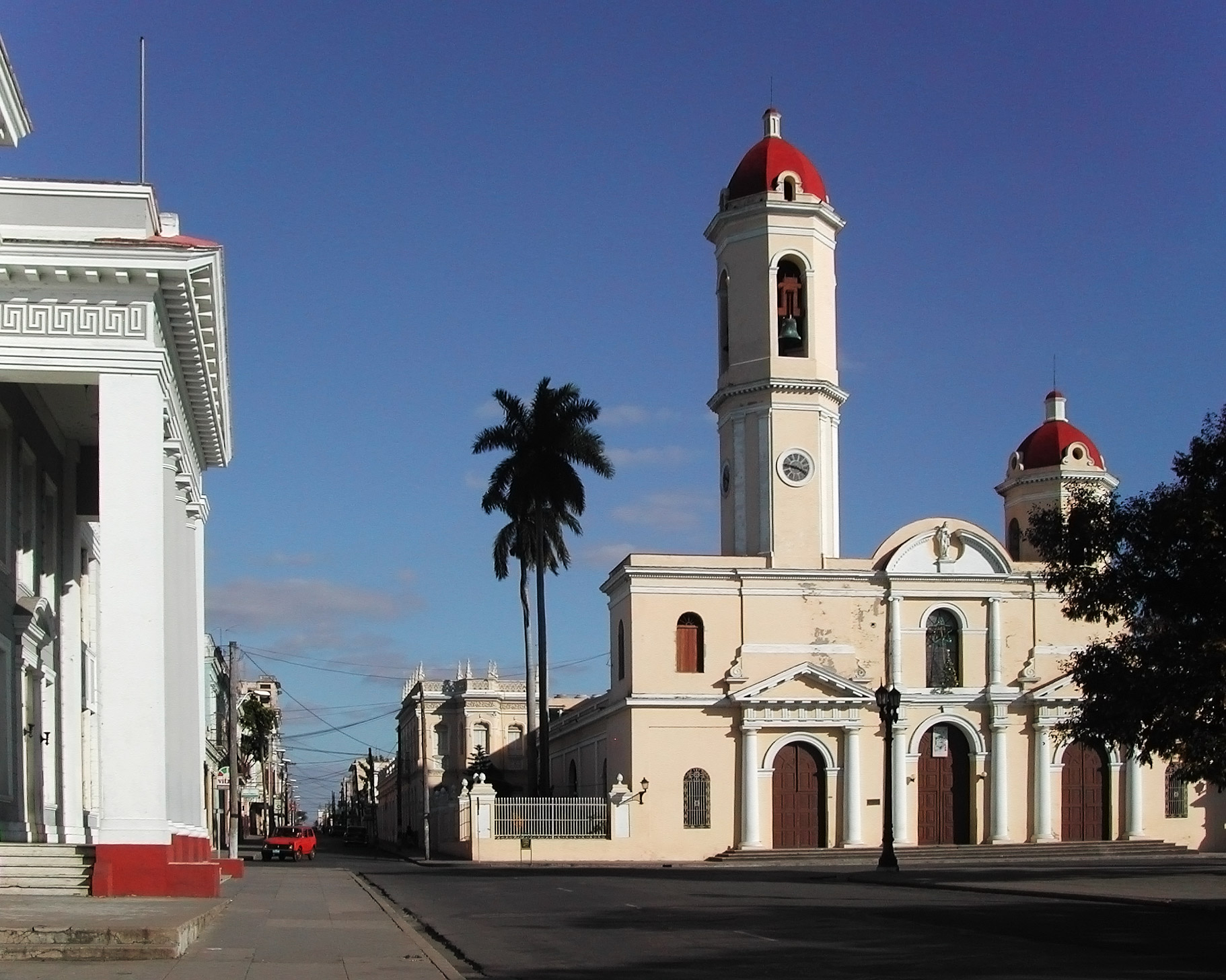
Vista del templo en 2003
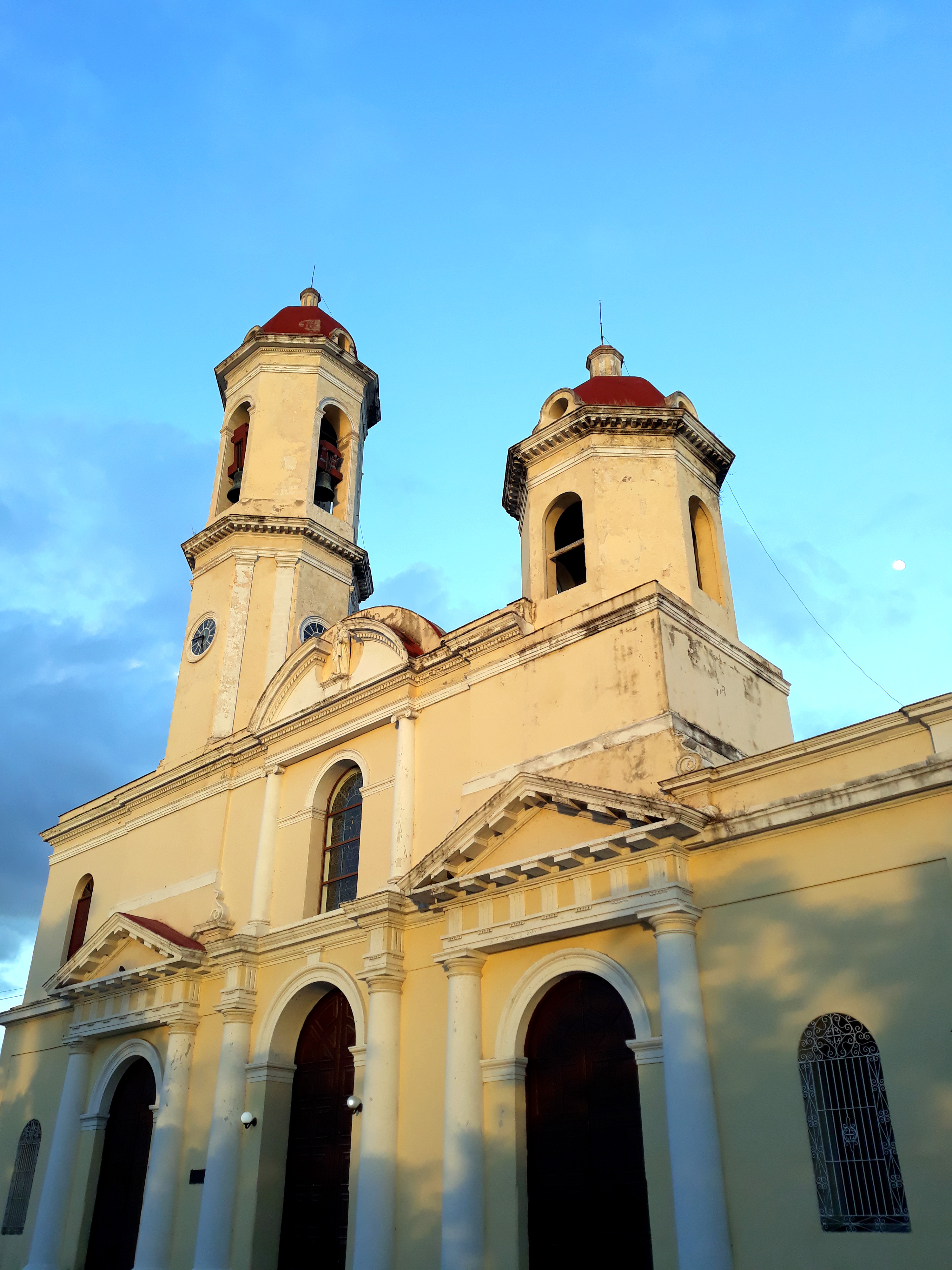
Arquitectura de la catedral